# 多羅布拉托沃
48°21′4″N 22°54′21″E / 48.35111°N 22.90583°E

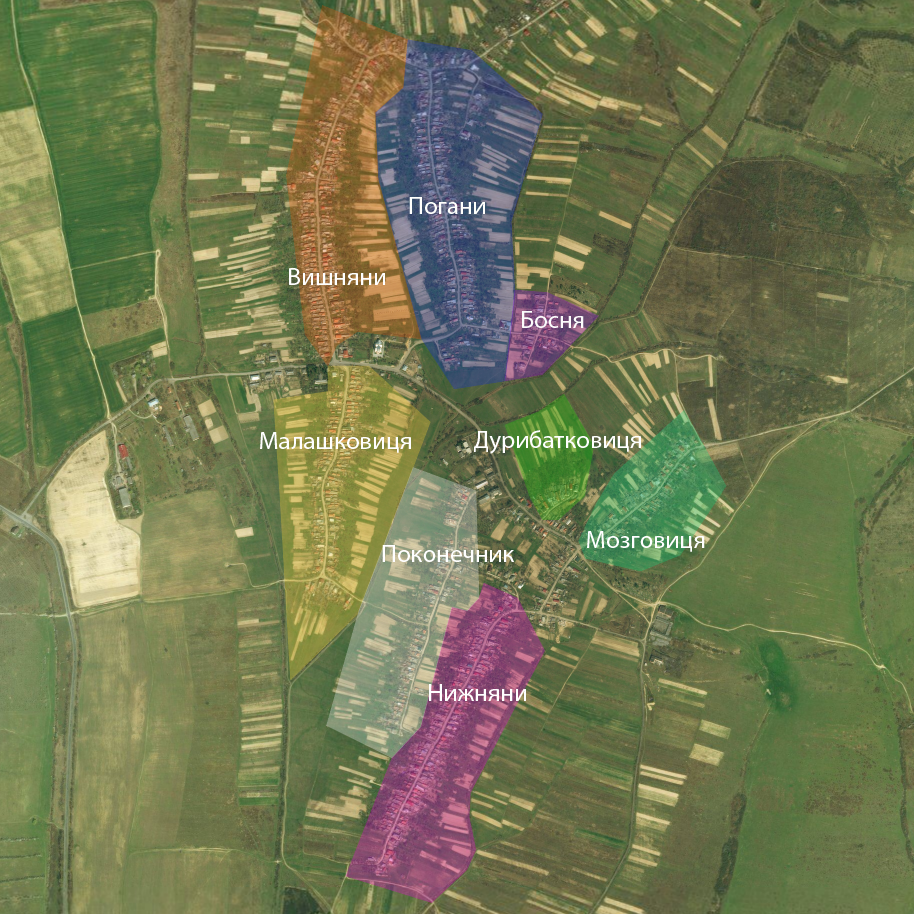
多羅布拉托沃规划图

多羅布拉托沃（烏克蘭語：Доробратово）是烏克蘭西部的村莊，隸屬外喀爾巴阡州的胡斯特區。該村始建於1378年，面積6.36平方公里，海拔高度137米，2001年人口2,038，人口密度每平方公里320人。